# Coenosia unguligentilis
Coenosia unguligentilis är en tvåvingeart som beskrevs av Xue, Yang och Feng 2000. Coenosia unguligentilis ingår i släktet Coenosia och familjen husflugor.
Artens utbredningsområde är Sichuan (Kina). Inga underarter finns listade i Catalogue of Life.